# Savigniorrhipis grandis
Savigniorrhipis grandis är en spindelart som beskrevs av Jörg Wunderlich 1992. Savigniorrhipis grandis ingår i släktet Savigniorrhipis och familjen täckvävarspindlar. Inga underarter finns listade i Catalogue of Life.